# Bunnahabhain
Bunnahabhain (гэльск. Taigh-staile Bun na h-Abhainn, [t̪ə's̪t̪alə punə'havɪɲ]; «Баннахавейн» можно перевести как «речное устье») — винокурня, производящая шотландский односолодовый виски. Расположена  на северо-восточном побережье острова Айлей, к северу от поселения Порт-Аскейг. Для проживания работников вискикурни был основан одноимённый посёлок.
Винокурня была заложена Уильямом и Джеймсом Гринлисами и Уильямом Робертсоном в 1881 году (тогда же, когда и Bruichladdich). Производство виски началось в 1883 году. На выбор места повлияли доступность чистой воды, наличие высококачественного торфа, а также защищённость участка побережья, поскольку снабжение происходило непосредственно по морю. В 1887 году винокурня стала частью основанного Робертсонами предприятия Highland Distillers, под контролем которого оставалась до конца XX века. В 1999 году предприятие стало частью международной корпорации The Edrington Group, она в свою очередь в 2003 году продала производство Burn Stewart Distillers, а та в 2013 году вошла в состав южноафриканского концерна Distell Group Limited.